# Isabella Marie Elizabeth van Beieren
Isabella Marie Elizabeth van Beieren (Slot Nymphenburg, 31 augustus 1863 - Rome, 26 februari 1924), was een Beierse prinses uit het huis Wittelsbach. 
Zij was het derde kind en de oudste dochter van prins Adalbert Willem van Beieren en diens vrouw Amelia van Bourbon en een kleindochter van koning Lodewijk I van Beieren.
Zelf trouwde ze, in 1883 op Slot Nymphenburg, met Thomas van Savoye, de zoon van Ferdinand Maria, prins van Carignano, en Elizabeth van Saksen. Zij werd hiermee de schoonzus van koning Umberto I van Italië. Het paar kreeg de volgende kinderen:
- Ferdinand (21 april 1884-24 juni 1963), huwde met gravin Maria Luigia (1899–1986)
- Filibert (10 maart 1895-7 september 1990), huwde met Lydia van Arenberg (1905–1977)
- Bona Margaretha (1 augustus 1896-2 februari 1971), huwde met Koenraad van Beieren (22 november 1883-6 september 1969)
- Adalbert (19 maart 1898-12 december 1982)
- Adelheid (25 april 1904-8 februari 1979), huwde met Leone Massimo
- Eugenio (13 maart 1906-8 december 1996), huwde met Lucie van Bourbon-Sicilië (9 juli 1908-3 november 2001)

- Istituto Centrale per il Catalogo Unico: MUSV034686